# Lijst van koperertsen
Er volgt hieronder een lijst van koperertsen. Het zijn allemaal mineralen, die een verbinding zijn, waar koper in voorkomt. Deze koperertsen worden in de kopermijnbouw gewonnen.
| Koperhoudende mineralen | Koperhoudende mineralen  | Koperhoudende mineralen |
| Naam                    | Chemische formule        | % Koper                 |
| ----------------------- | ------------------------ | ----------------------- |
| Chalcopyriet            | CuFeS2                   | 34,5                    |
| Chalcociet              | Cu2S                     | 79,8                    |
| Covellien               | CuS                      | 66,5                    |
| Borniet                 | 2Cu2S·CuS·FeS            | 63,3                    |
| Tetrahedriet            | Cu3SbS3 + x(Fe,Zn)6Sb2S9 | 32–45                   |
| Malachiet               | CuCO3•Cu(OH)2            | 57,7                    |
| Azuriet                 | 2CuCO3·Cu(OH)2           | 55,1                    |
| Cupriet                 | Cu2O                     | 88,8                    |
| Chrysocolla             | CuO·SiO2·2H2O            | 37,9                    |
| Tennantiet              | Cu12As4S13               | 51,6                    |